# 赵惟能
南康郡公赵惟能（979年—1008年），字若拙。秦王赵德芳的幼子，母卫国夫人符氏。初授右屯卫将军，累迁至右神武军大将军。大中祥符元年五月卒，赠蔡州防御使、封张掖侯。明道二年九月，加赠集庆军节度观察留后、追封南康郡公。南康郡公赵惟能生三子：遂宁惠恪王赵从古、河间侯赵从善、南阳侯赵从贽。
妻子太原郡夫人武氏，汝州防御使武守琪的女儿。封太原郡夫人。大中祥符八年六月卒。